# Moira Delia
Moira Delia (30 oktober 1971) is een Maltees presentatrice en actrice.

## Presenteercarrière
Delia heeft in 2014 de twaalfde editie van het Junior Eurovisiesongfestival (JESC) gepresenteerd, dat werd gehouden op Malta. Verder heeft ze ook de Maltese voorselectie voor het Eurovisiesongfestival enkele keren gepresenteerd. Delia was de eerste die het Junior Eurovisiesongfestival alléén presenteerde, hierover zei ze: "Als je de enige presentator bent, heb je hoe dan ook alle verantwoordelijkheid. Als je een copresentator hebt, moet je alles delen en ervoor zorgen dat je niet meer praat dan de ander. Ik ben dus eigenlijk heel, heel blij dat ik het alleen mag doen". Ook heeft ze in 2006 op het Eurovisiesongfestival de Maltese punten voorgelezen.

## Acteercarrière
Delia speelde mee in diverse televisieprogramma's op de Maltese nationale televisie en in twee Maltese filmproducties.

## Filmografie
| Jaar | Film             |
| ---- | ---------------- |
| 2005 | Angli: The Movie |
| 2009 | Maltageddon      |